# Trude Jacob
Trude Jacob (* vor 1929; † nach 1959) war eine deutsche Fechterin. Sie focht für den TV Offenbach, später auch beim Fechtclub Offenbach, und wurde mehrmals Deutsche Mannschaftsmeisterin im Damenflorett. 
Bei den deutschen Einzelmeisterschaften erreichte sie zwischen 1929 und 1927 mehrmals die Finalrunde und belegte drei vierte Plätze. Im Jahr 1937 gewann sie die deutschen Mannschaftsmeisterschaften mit dem TV Offenbach, im selben Jahr wurde sie Dritte beim Niebelungen-Fechten in Worms. Nach dem Zweiten Weltkrieg gewann sie drei weitere Meistertitel in den Jahren 1952, 1953 und 1956 mit dem Fechtclub Offenbach.